# Bors (canton de Tude-et-Lavalette)
Pour les articles homonymes, voir Bors.
Bors-de-Montmoreau redirige ici.
Cet article concerne Bors près de Montmoreau. Pour l'autre commune du même nom dans le département, voir Bors (canton de Charente-Sud).
Bors est une commune du Sud-Ouest de la France, située dans le département de la Charente (région Nouvelle-Aquitaine).
Elle est aussi appelée localement Bors-de-Montmoreau pour la distinguer de la commune de Bors-de-Baignes.
Ses habitants sont appelés les Borsois et les Borsoises.

## Géographie

### Localisation et accès

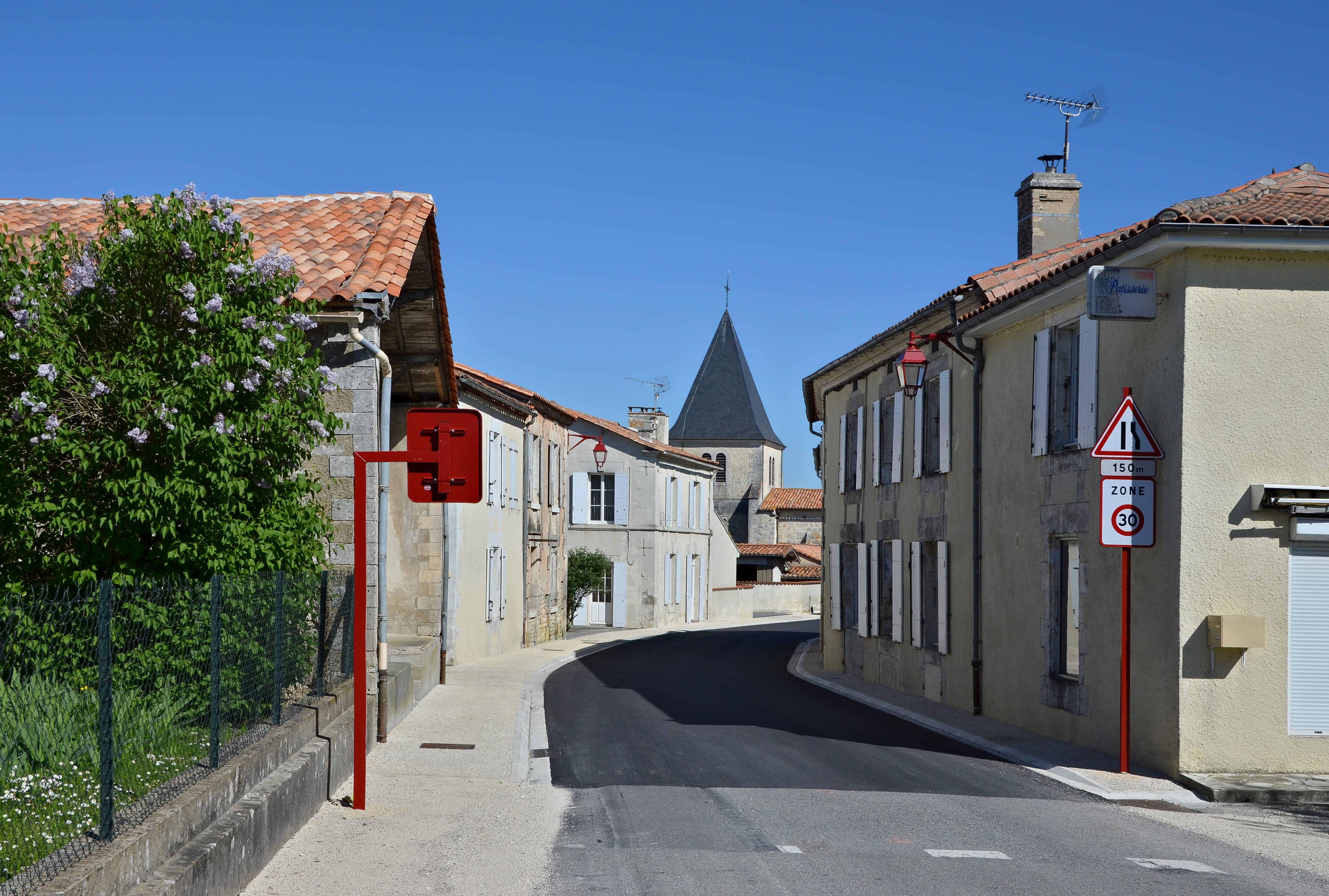
La D 10 traverse le village.

La commune de Bors est une commune du Sud-Charente, limitée par la Tude à l'ouest, qu'emprunte la ligne Paris - Bordeaux.
Bors est à 7 km au sud-est de Montmoreau-Saint-Cybard, chef-lieu de son canton, 8 km au nord d'Aubeterre-sur-Dronne et 34 km au sud d'Angoulême. Bors est aussi à 13 km de Chalais, 17 km de Ribérac.
Bors est traversée du nord au sud par la route départementale 10, qui va de Montmoreau à Aubeterre, et qui est une route de crête entre la Tude à l'ouest et l'Auzonne à l'est. La commune est aussi traversée par des routes départementales de moindre importance, comme la D 89, est-ouest, qui coupe la D 10 au bourg, et la D 21 à l'ouest. La D 709, route de Montmoreau à Ribérac, longe la commune au nord-est à 1,5 km du bourg.
La gare la plus proche est celle de Montmoreau, desservie par des TER à destination d'Angoulême et de Bordeaux.

### Hameaux et lieux-dits
Les hameaux sont nombreux dans la commune de Bors mais ils sont en général peu importants. On peut citer, d'ouest en est, Lérignac, le Montazeau, le Pignier, les Gauthiers, le Plasson au pied du bourg, le Grand Cadiot, etc. ainsi que des fermes

### Communes limitrophes
| Montmoreau | Juignac |        |
| Montboyer  | Bors    | Pillac |
|            | Bellon  |        |

### Géologie et relief
Géologiquement, la commune est située dans les coteaux calcaires du Bassin aquitain datant du Crétacé supérieur, comme toute la moitié sud du département de la Charente.
Le Campanien, calcaire crayeux, occupe une grande partie de la surface communale. Les hauteurs au centre de la commune et au sud du bourg sont recouvertes de dépôts du Cénozoïque composés de galets, sables et argiles, propices aux bois de châtaigniers. On trouve une ancienne tuilerie au Maine Blanc.
La vallée de la Tude, à l'ouest, est couverte par des alluvions récentes du Quaternaire,,.
La commune fait partie des coteaux du Montmorélien. Elle s'étend entre les vallées de la Tude à l'ouest et celle de l'Auzonne à l'est. Son point culminant est à une altitude de 165 m, situé en limite sud-est au Pechbrie, mais des hauteurs dépassant les 150 m occupent tout le centre de la commune. Le point le plus bas est à 56 m, situé le long de la Tude en limite sud-ouest. Le bourg de Bors, situé sur une crête, est à 145 m d'altitude.

### Hydrographie

#### Réseau hydrographique
La commune est située dans le bassin de la Dordogne au sein  du Bassin Adour-Garonne. Elle est drainée par la Tude, l'Auzonne, un bras de la Tude le ruisseau du Levraud et par divers petits cours d'eau, qui constituent un réseau hydrographique de 12 km de longueur totale,.
La Tude arrose l'ouest de la commune. D'une longueur totale de 43,3 km, elle prend sa source dans la commune de Boisné-La Tude et se jette  dans la Dronne dans la Dordogne, à Parcoul-Chenaud, après avoir traversé 15 communes.
L'Auzonne limite la commune à l'est. D'une longueur totale de 4 km, elleprend sa source dans la commune de Salles-Lavalette et se jette  dans la Dronne à Nabinaud, après avoir traversé 7 communes.
La commune compte aussi de nombreuses petites retenues d'eau et des sources, dû au relief vallonné et la nature imperméable du sol sur les sommets.

#### Gestion des cours d'eau
Le territoire communal est couvert par le schéma d'aménagement et de gestion des eaux (SAGE) « Isle - Dronne ». Ce document de planification, dont le territoire regroupe les bassins versants de l'Isle et de la Dronne, d'une superficie de 7 500 km2, a été approuvé le 2 août 2021. La structure porteuse de l'élaboration et de la mise en œuvre est l'établissement public territorial de bassin de la Dordogne (EPIDOR). Il définit sur son territoire les objectifs généraux d’utilisation, de mise en valeur et de protection quantitative et qualitative des ressources en eau superficielle et souterraine, en respect des objectifs de qualité définis dans le troisième SDAGE  du Bassin Adour-Garonne qui couvre la période 2022-2027, approuvé le 10 mars 2022.

### Climat
Comme dans les trois quarts sud et ouest du département, le climat est océanique aquitain.

### Milieux naturels et biodiversité

#### Natura 2000
Bordé à l'ouest par la Tude, le territoire communal est concerné par le site Vallée de la Tude, identifié dans le réseau Natura 2000 comme important pour la conservation d'espèces animales européennes menacées,.
Seize espèces animales inscrites à l'annexe II de la directive 92/43/CEE de l'Union européenne y ont été répertoriées.
- un amphibien : le Sonneur à ventre jaune (Bombina variegata) ;
- un crustacé, l'Écrevisse à pattes blanches (Austropotamobius pallipes) ;
- six insectes : l'Agrion de Mercure (Coenagrion mercuriale), le Cerf-volant (mâle) ou la Grande biche (femelle) (Lucanus cervus), la Cordulie à corps fin (Oxygastra curtisii), le Cuivré des marais (Lycaena dispar), le Damier de la succise (Euphydryas aurinia) et le Gomphe de Graslin (Gomphus graslinii) ;
- cinq mammifères : la Loutre d'Europe (Lutra lutra) et le Vison d'Europe (Mustela lutreola), et trois chauves-souris : la Barbastelle d'Europe (Barbastella barbastellus), le Murin à oreilles échancrées (Myotis emarginatus) et le Petit rhinolophe (Rhinolophus hipposideros) ;
- deux poissons : le Chabot fluviatile (Cottus perifretum) et la Lamproie de Planer (Lampetra  planeri) ;
- un reptile : la Cistude (Emys orbicularis).

Vingt-six autres espèces animales importantes y ont été recensées dont quatorze sont concernées par l'annexe IV de la directive habitats.

#### ZNIEFF
À Bors, sur un périmètre quasi identique à celui du site Natura 2000 ci-dessus, la vallée de la Tude fait partie de la ZNIEFF de type II nommée « Vallées de la Nizonne, de la Tude et de la Dronne en Poitou-Charentes »,.
Vingt-deux espèces déterminantes d'animaux y ont été répertoriées :
- un amphibien : la Rainette verte (Hyla arborea) ;
- un crustacé, l'Écrevisse à pattes blanches (Austropotamobius pallipes) ;
- cinq insectes dont trois lépidoptères : l'Azuré de la sanguisorbe (Phengaris teleius), le Cuivré des marais (Lycaena dispar) et le Fadet des laîches (Coenonympha oedippus) et deux odonates : l'Agrion de Mercure (Coenagrion mercuriale) et la Cordulie à corps fin (Oxygastra curtisii) ;
- sept mammifères : la Loutre d'Europe (Lutra lutra) et le Vison d'Europe (Mustela lutreola), ainsi que cinq chauves-souris : le Murin à moustaches (Myotis mystacinus), l'Oreillard roux (Plecotus auritus), la Pipistrelle de Kuhl (Pipistrellus kuhlii), le Petit rhinolophe (Rhinolophus hipposideros) et la Sérotine commune (Eptesicus serotinus) ;
- quatre oiseaux : l'Alouette lulu (Lullula arborea), le Martin-pêcheur d'Europe (Alcedo atthis), le Milan noir (Milvus migrans) et le Tarier des prés (Saxicola rubetra) ;
- trois poissons : le Chabot commun (Cottus gobio), la Lamproie de Planer (Lampetra  planeri) et le Toxostome (Parachondrostoma toxostoma) ;
- un reptile : la Cistude (Emys orbicularis).

Vingt-neuf autres espèces animales (quatre mammifères et vingt-cinq oiseaux) y ont été recensées.

## Urbanisme

### Typologie
Au 1er janvier 2024, Bors (Canton de Tude-et-Lavalette) est catégorisée commune rurale à habitat dispersé, selon la nouvelle grille communale de densité à 7 niveaux définie par l'Insee en 2022.
Elle est située hors unité urbaine et hors attraction des villes,.

### Occupation des sols

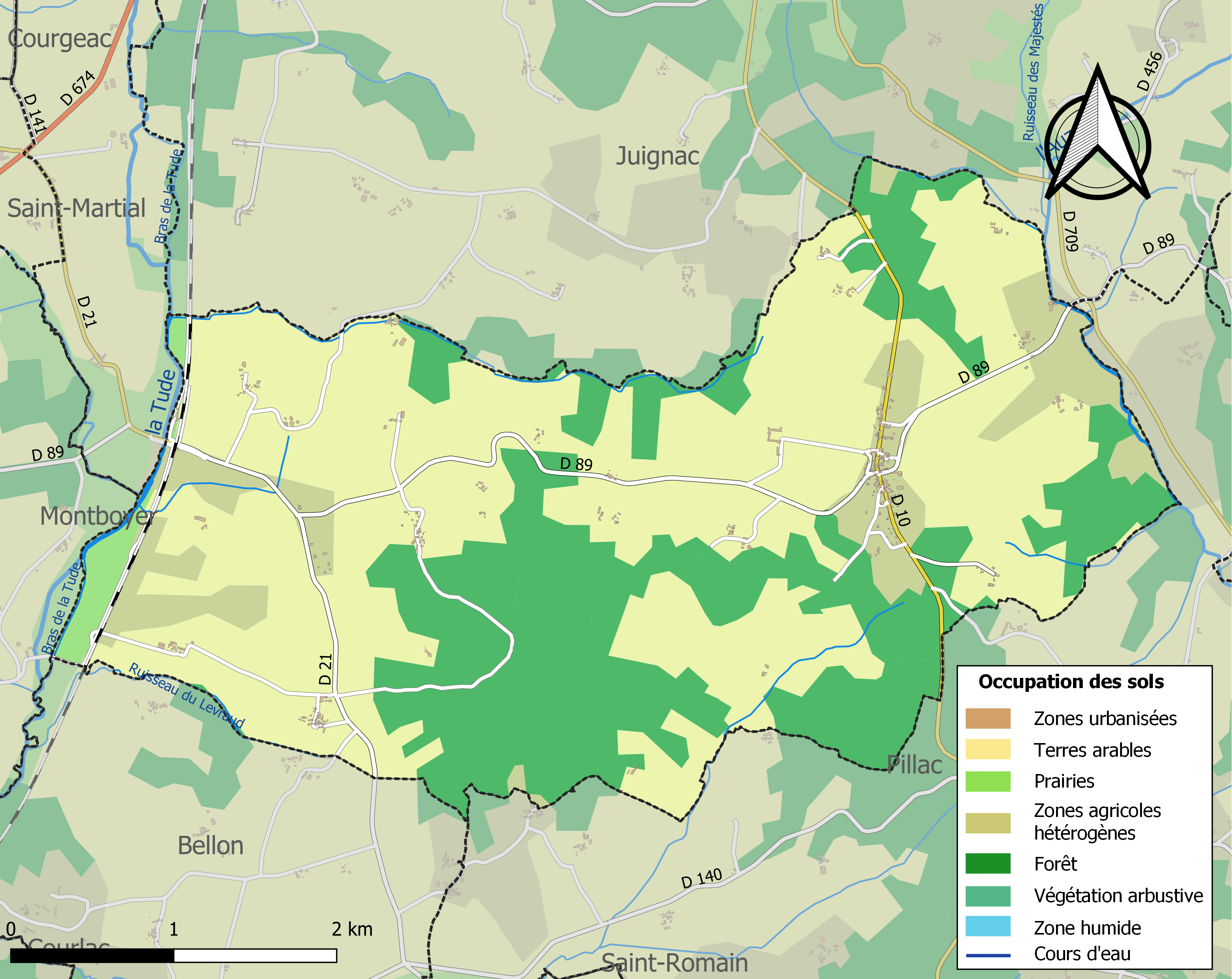
Carte des infrastructures et de l'occupation des sols de la commune en 2018 (CLC).

L'occupation des sols de la commune, telle qu'elle ressort de la base de données européenne d’occupation biophysique des sols Corine Land Cover (CLC), est marquée par l'importance des territoires agricoles (68,7 % en 2018), en diminution par rapport à 1990 (69,9 %). La répartition détaillée en 2018 est la suivante : 
terres arables (55,4 %), forêts (31,3 %), zones agricoles hétérogènes (10,1 %), cultures permanentes (1,7 %), prairies (1,6 %).
L'IGN met par ailleurs à disposition un outil en ligne permettant de comparer l’évolution dans le temps de l’occupation des sols de la commune (ou de territoires à des échelles différentes). Plusieurs époques sont accessibles sous forme de cartes ou photos aériennes : la carte de Cassini (XVIIIe siècle), la carte d'état-major (1820-1866) et la période actuelle (1950 à aujourd'hui).

### Risques majeurs
Le territoire de la commune de Bors (canton de Tude-et-Lavalette) est vulnérable à différents aléas naturels : météorologiques (tempête, orage, neige, grand froid, canicule ou sécheresse), feux de forêts et séisme (sismicité faible). Un site publié par le BRGM permet d'évaluer simplement et rapidement les risques d'un bien localisé soit par son adresse soit par le numéro de sa parcelle.
Bors (canton de Tude-et-Lavalette) est exposée au risque de feu de forêt du fait de la présence sur son territoire du massif de Bors – Pillac – Saint-Romain. Un plan départemental de protection des forêts contre les incendies (PDPFCI) a été élaboré pour la période 2017-2026, faisant suite à un plan 2007-2016. Les mesures individuelles de prévention contre les incendies sont précisées par divers arrêtés préfectoraux et s’appliquent dans les zones exposées aux incendies de forêt et à moins de 200 mètres de celles-ci. L’arrêté du 3 mai 2016 règlemente l'emploi du feu en interdisant notamment d’apporter du feu, de fumer et de jeter des mégots de cigarette dans les espaces sensibles et sur les voies qui les traversent sous peine de sanctions. L'arrêté du 27 décembre 2019 rend le débroussaillement obligatoire, incombant au propriétaire ou ayant droit,,,.

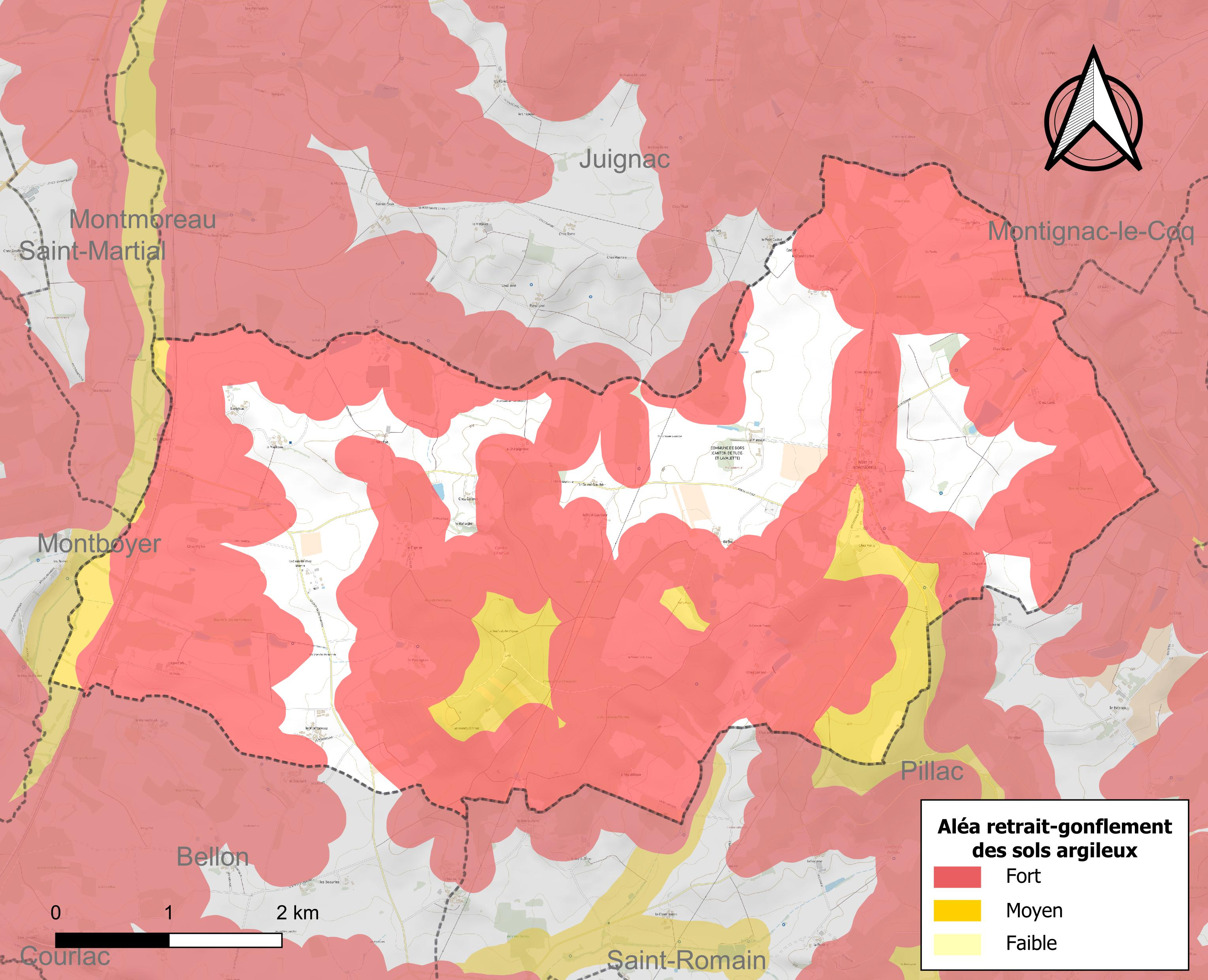
Carte des zones d'aléa retrait-gonflement des sols argileux de Bors (canton de Tude-et-Lavalette).

Le retrait-gonflement des sols argileux est susceptible d'engendrer des dommages importants aux bâtiments en cas d’alternance de périodes de sécheresse et de pluie. 78,6 % de la superficie communale est en aléa moyen ou fort (67,4 % au niveau départemental et 48,5 % au niveau national). Sur les 175 bâtiments dénombrés sur la commune en 2019,  140 sont en aléa moyen ou fort, soit 80 %, à comparer aux 81 % au niveau départemental et 54 % au niveau national. Une cartographie de l'exposition du territoire national au retrait gonflement des sols argileux est disponible sur le site du BRGM,.
Par ailleurs, afin de mieux appréhender le risque d’affaissement de terrain, l'inventaire national des cavités souterraines permet de localiser celles situées sur la commune.
La commune a été reconnue en état de catastrophe naturelle au titre des dommages causés par les inondations et coulées de boue survenues en 1982, 1983, 1986, 1993, 1999, 2000 et 2021. Concernant les mouvements de terrains, la commune a été reconnue en état de catastrophe naturelle au titre des dommages causés par des mouvements de terrain en 1999.

## Toponymie
Les formes anciennes sont Borno en 1110, Borno en 1004, Borno Agulherii en 1299, Borno Laguleyr en 1330, Bors-Légulier (non daté, peut-être XVe siècle).
D'après Dauzat, l'origine du nom de Bors (aussi bien pour Bors-de-Baignes) remonterait au pré-latin borna (bornae au pluriel), qui signifierait « les sources ».
Agulherius pourrait être la déformation d'un nom germanique, Agulthar (?), ou plus vraisemblablement occitan Agulher (aiguillier).

## Histoire
À l'ouest de la commune, une voie romaine présumée Pons-Ribérac traversait la Tude au moulin Châtaignier et passait non loin du Pignier.
Le logis des Plassons était au Moyen Âge le siège d'un fief noble dépendant de la châtellenie d'Aubeterre et tenu à foi et hommage du seigneur d'Aubeterre, au devoir de 20 sols.
Dans les premières années du XVIe siècle, le fief des Plassons appartenait à Nicolas Raymond, écuyer, seigneur de Ribérolles et de Mazotte. Il passa ensuite, par ventes successives jusqu'en 1557, aux mains de Guy Bouchard d'Aubeterre, évêque de Périgueux et abbé de l'église collégiale d'Aubeterre.
Les Plassons passèrent ensuite par héritage entre les mains de Pierre Bouchard d'Aubeterre et restèrent jusqu'à la Révolution entre les mains de cette famille qui était représentée, à la fin du XVIIIe siècle par Madame de Lageard, veuve de Bouchard des Plassons.
Au début du XXe siècle, les Plassons appartenaient à Jean Hennessy, qui en avait fait le centre d'une importante exploitation vinicole et distillerie produisant du cognac. Le moulin Châtaignier, sur la Tude, tournait quelques semaines par an pour fournir de l'huile de noix.

## Administration

### Liste des maires
| Période                                  | Période  | Identité           | Étiquette | Qualité    |
| ---------------------------------------- | -------- | ------------------ | --------- | ---------- |
| Les données manquantes sont à compléter. |          |                    |           |            |
| 2001                                     | 2020     | Christian Maussion | SE        | Mécanicien |
| 2020                                     | En cours | Jacky Renaudin     | SE        |            |

## Population et société

### Démographie
L'évolution du nombre d'habitants est connue à travers les recensements de la population effectués dans la commune depuis 1793. Pour les communes de moins de 10 000 habitants, une enquête de recensement portant sur toute la population est réalisée tous les cinq ans, les populations de référence des années intermédiaires étant quant à elles estimées par interpolation ou extrapolation. Pour la commune, le premier recensement exhaustif entrant dans le cadre du nouveau dispositif a été réalisé en 2005.

En 2022, la commune comptait 227 habitants, en évolution de −14,02 % par rapport à 2016 (Charente : −0,48 %, France hors Mayotte : +2,11 %).
| 1793 | 1800 | 1806 | 1821 | 1831 | 1841 | 1846 | 1851 | 1856 |
| ---- | ---- | ---- | ---- | ---- | ---- | ---- | ---- | ---- |
| 649  | 589  | 636  | 703  | 660  | 677  | 686  | 702  | 682  |

| 1861 | 1866 | 1872 | 1876 | 1881 | 1886 | 1891 | 1896 | 1901 |
| ---- | ---- | ---- | ---- | ---- | ---- | ---- | ---- | ---- |
| 692  | 637  | 569  | 577  | 553  | 557  | 541  | 480  | 478  |

| 1906 | 1911 | 1921 | 1926 | 1931 | 1936 | 1946 | 1954 | 1962 |
| ---- | ---- | ---- | ---- | ---- | ---- | ---- | ---- | ---- |
| 488  | 504  | 434  | 431  | 386  | 417  | 434  | 410  | 407  |

| 1968 | 1975 | 1982 | 1990 | 1999 | 2005 | 2006 | 2010 | 2015 |
| ---- | ---- | ---- | ---- | ---- | ---- | ---- | ---- | ---- |
| 404  | 344  | 346  | 283  | 270  | 271  | 270  | 245  | 264  |

| 2020 | 2022 | - | - | - | - | - | - | - |
| ---- | ---- | - | - | - | - | - | - | - |
| 235  | 227  | - | - | - | - | - | - | - |

### Pyramide des âges
La population de la commune est relativement âgée.
En 2018, le taux de personnes d'un âge inférieur à 30 ans s'élève à 18,3 %, soit en dessous de la moyenne départementale (30,2 %). À l'inverse, le taux de personnes d'âge supérieur à 60 ans est de 46,8 % la même année, alors qu'il est de 32,3 % au niveau départemental.
En 2018, la commune comptait 135 hommes pour 122 femmes, soit un taux de 52,53 % d'hommes, largement supérieur au taux départemental (48,41 %).
Les pyramides des âges de la commune et du département s'établissent comme suit.
| Hommes | Classe d’âge | Femmes |
| ------ | ------------ | ------ |
| 0,0    | 90 ou +      | 2,7    |
| 14,6   | 75-89 ans    | 18,7   |
| 30,1   | 60-74 ans    | 27,7   |
| 20,3   | 45-59 ans    | 23,2   |
| 15,4   | 30-44 ans    | 10,7   |
| 9,8    | 15-29 ans    | 8,9    |
| 9,8    | 0-14 ans     | 8,0    |

| Hommes | Classe d’âge | Femmes |
| ------ | ------------ | ------ |
| 1      | 90 ou +      | 2,7    |
| 9,2    | 75-89 ans    | 12     |
| 20,6   | 60-74 ans    | 21,3   |
| 20,7   | 45-59 ans    | 20,3   |
| 16,8   | 30-44 ans    | 16     |
| 15,6   | 15-29 ans    | 13,4   |
| 16,1   | 0-14 ans     | 14,3   |

### Enseignement
L'école est un regroupement pédagogique intercommunal entre Bors et Juignac. Juignac accueille l'école primaire, et Bors l'école élémentaire.

## Économie

### Agriculture
La commune fait partie de l'aire d'origine contrôlée du Cognac « Bons Bois » et de l'AOC/AOP Noix du Périgord.

## Culture locale et patrimoine

### Lieux et monuments

#### Patrimoine religieux
L'église paroissiale Saint-Paul-et-Saint-Pierre, ou Notre-Dame de Bors était aux XIIe et XIIIe siècles une cure du diocèse de Périgueux.
Elle fut reconstruite presque totalement au XVIe siècle et subit une restauration radicale à la fin du XIXe siècle : nef revoûtée, clocher remonté, façade. Seuls restent du XIIe siècle des chapiteaux et un sarcophage devant la façade.
Elle comporte deux scènes sculptées en bois, polychromie du XVIIe siècle, sur les côtés du tabernacle et une dalle funéraire du XIVe siècle. Ces objets sont classés MH au titre d'objet.

#### Patrimoine civil

##### Château des Plassons
Ce château date des XVe et XVIIe siècles. Entre 1633 et 1905, il contenait une chapelle dédiée à Notre-Dame.

##### Moulin de Perdrigeau
Le moulin de (ou du) Perdrigeau, qui date de la fin du XVIIIe siècle, est situé au sud-ouest de la commune, au lieu-dit Sous les moulins à vent à 163 m d'altitude. Il a cessé de fonctionner à la fin du XIXe siècle. Utilisé comme poste d'observation par les Allemands en 1940-41, il devient propriété de la commune depuis 1973, et sert aujourd'hui pour la prévention des incendies, en liaison avec Montlieu-la-Garde. Au sommet de la tour, une table d'orientation permet de découvrir le paysage environnant.

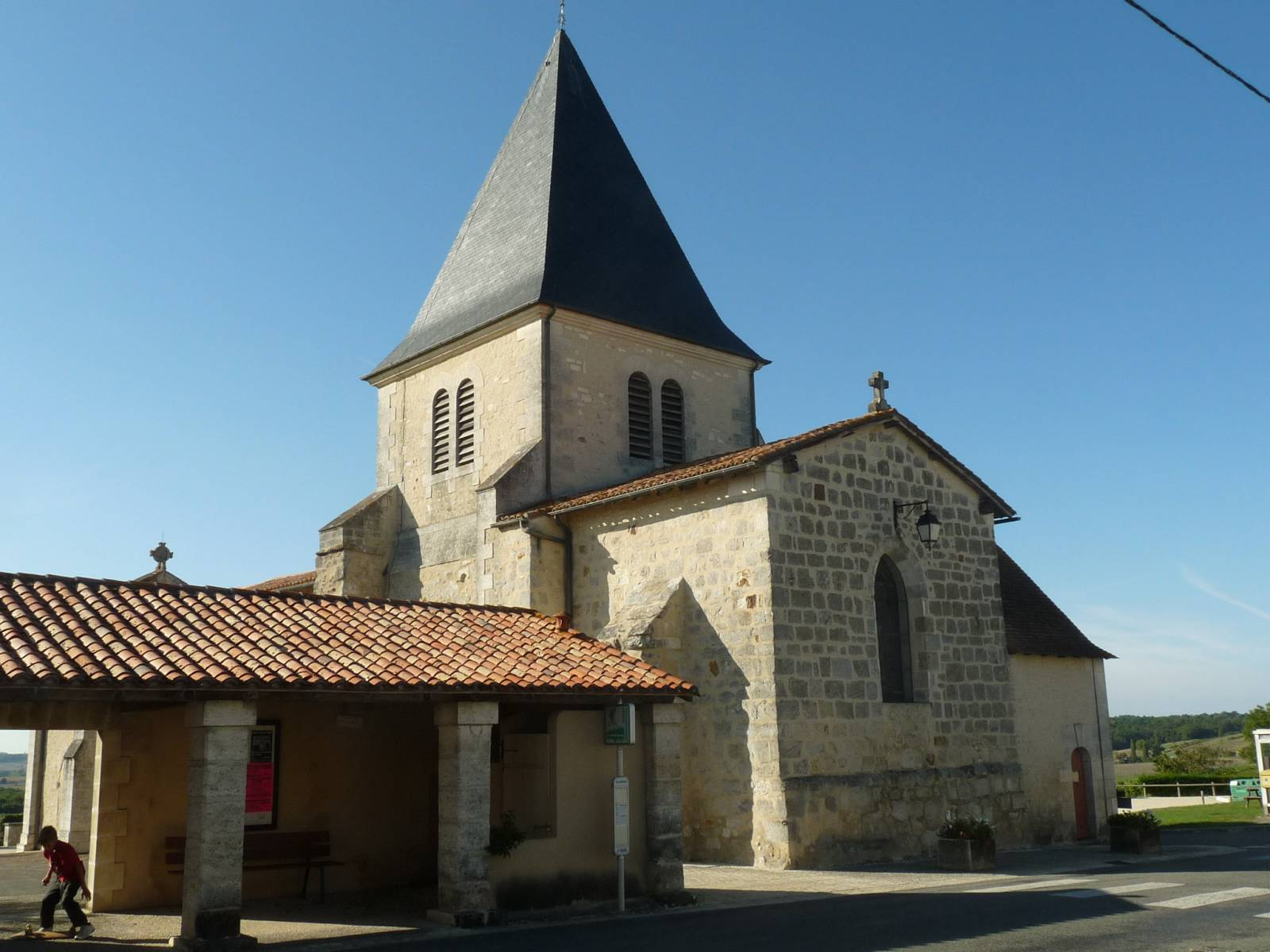
Église de Bors.
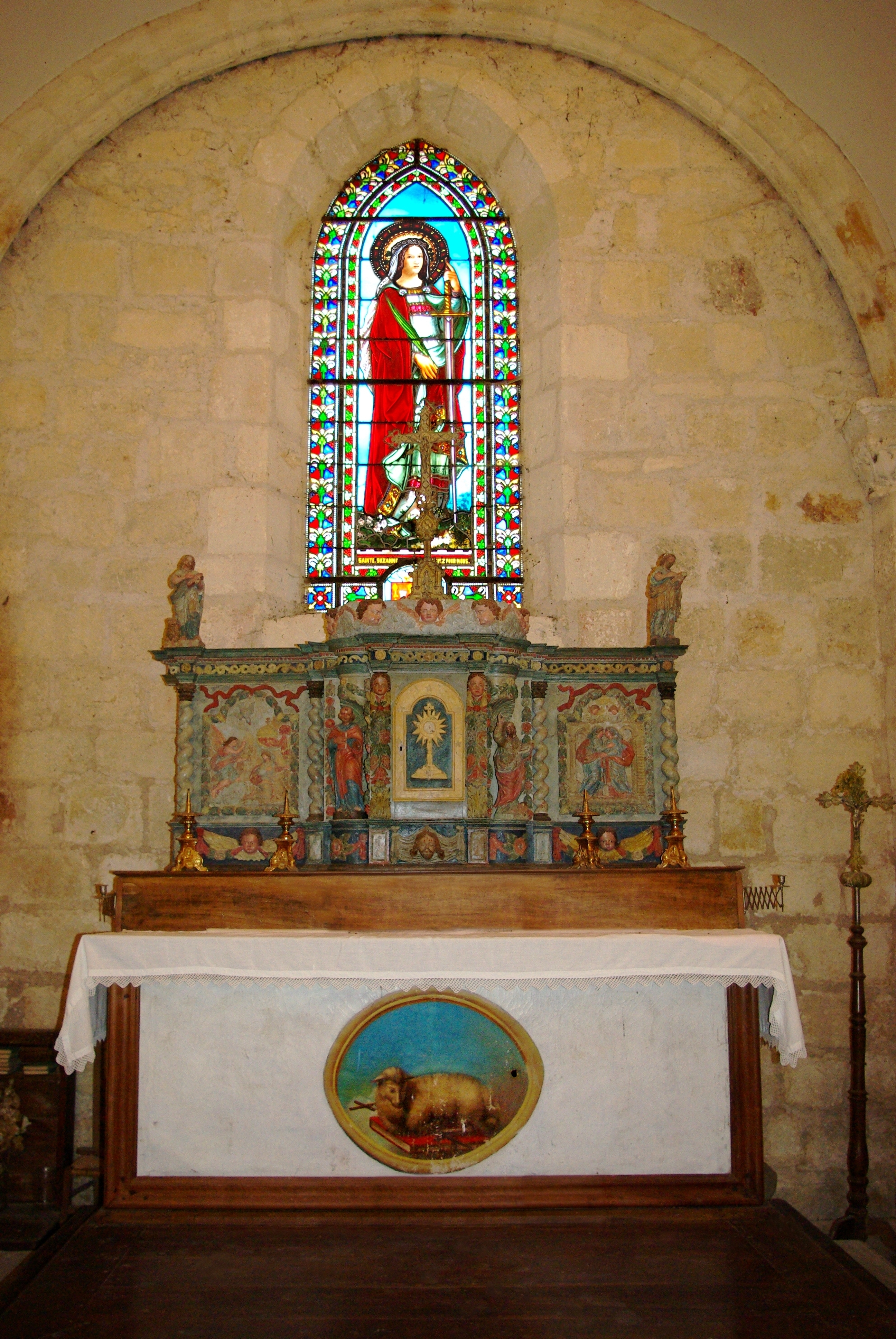
L'autel.
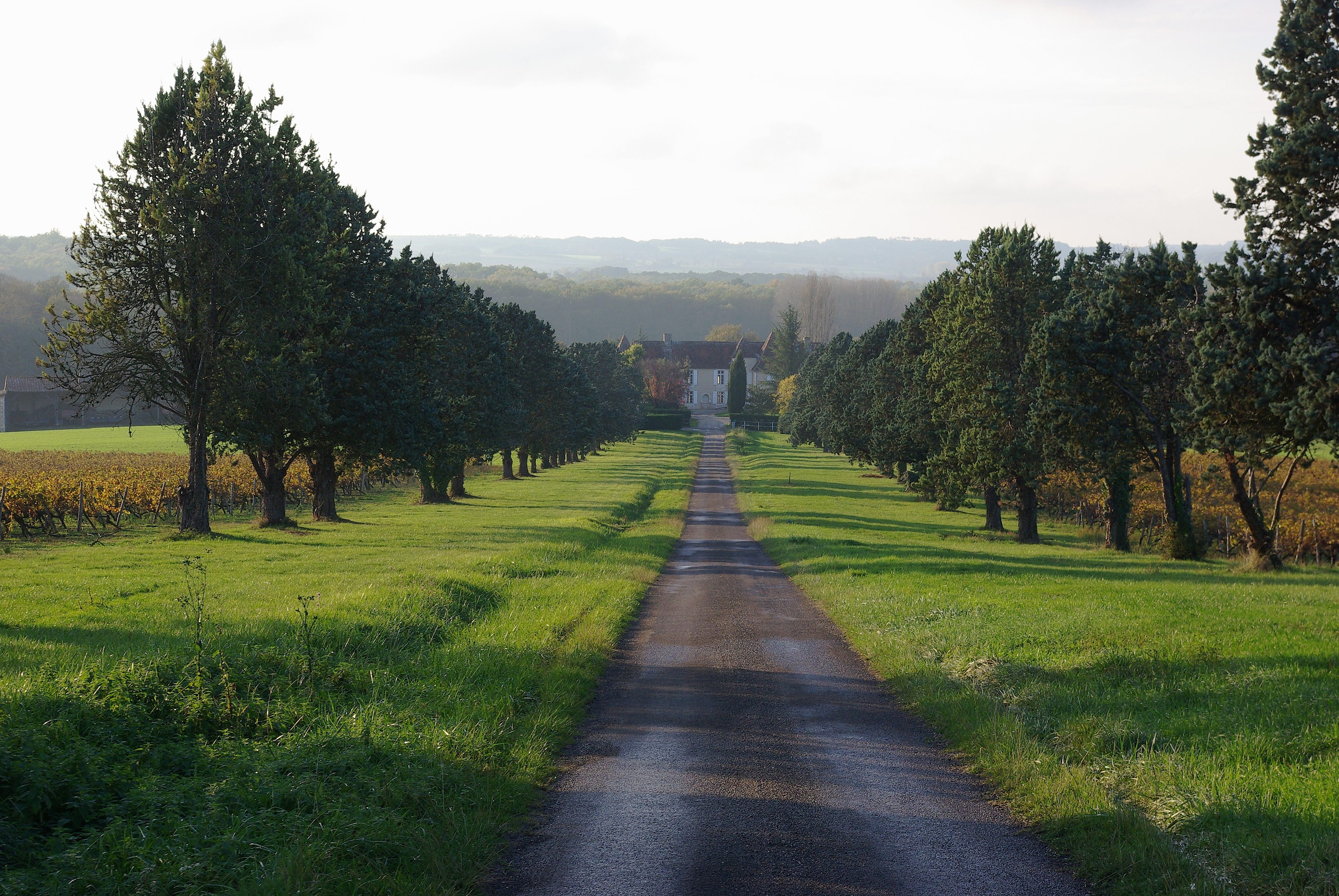
Allée du domaine des Plassons.
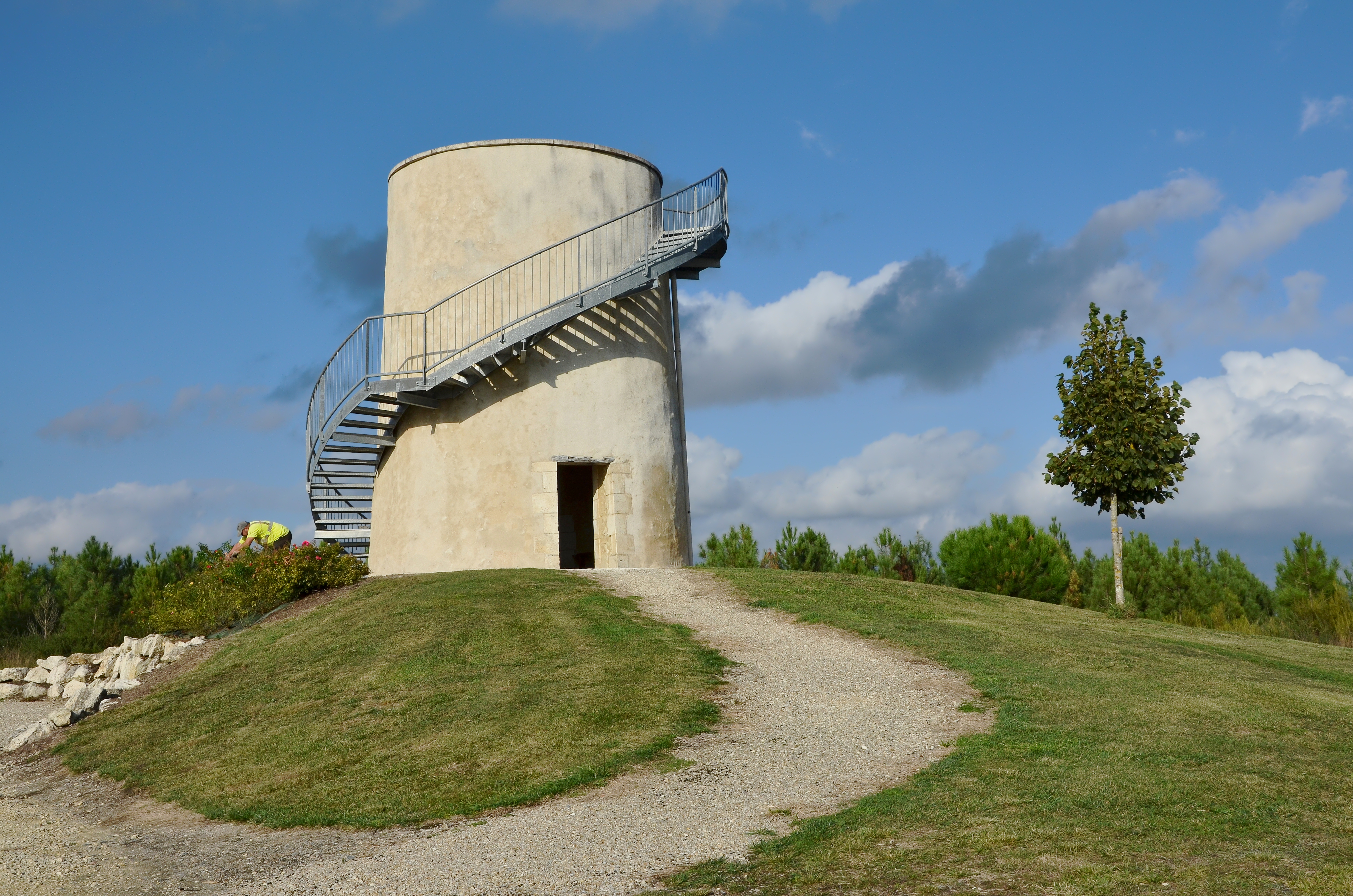
Le moulin de Perdrigeau.